# Johann Baptist Miller
Johann Baptist Miller (* 16. Februar 1823; † 30. Mai 1899) war ein deutscher Politiker und bayerischer Bürgermeister.

## Werdegang
Miller war von Beruf Uhrmachermeister. Von 1857 bis 1893 war er Bürgermeister des oberbayerischen Marktes Bruck.